# Station Bumiayu
Bumiayu is het meest zuidelijk gelegen spoorwegstation in Brebes in de Indonesische provincie Midden-Java.

## Bestemmingen
- Kutojaya Utara: naar Station Kutoarjo en Station Tanah Abang
- Progo: naar Station Lempuyangan en Station Pasar Senen
- Senja Bengawan: naar Station Solo Jebres en Station Tanahabang
- Gaya Baru Malam Selatan: naar Station Jakarta Kota en Station Surabaya Gubeng